# Mónica del Raval
Ramona Coronado García, més coneguda com a Mónica del Raval   (Villamanrique, 16 de febrer de 1964 - Barcelona, 16 d'agost de 2024), va ser una prostituta catalana d’origen manxec.

## Biografia
Va néixer al poble manxec de Villamanrique, situat a la província de Ciudad Real. Va començar a exercir la prostitució a Madrid, al carrer de la Ballesta, prop de la Gran Via, amb divuit anys. Abans habitava amb els seus pares i els seus germans a Alcàsser (Horta Sud). Després d'anar-se'n de casa, va estar-se 7 mesos al denominat «barri xino» de València i va passar per Alacant, Eivissa i Mallorca abans d'establir-se definitivament a Barcelona el 1987, on va adoptar el nom de Mónica. Se la solia veure davant del Liceu i al Raval, barri en què va viure durant dècades i es va fer coneguda per la seva aparença revinguda i per usar abundant maquillatge i lluir una corona de plàstic, cosa que li va valdre el sobrenom de «Reina del Raval». Allà mateix va fer amistat amb la reconeguda Carmen de Mairena. Al llarg de la seva carrera, va anar canviant de nom artístic segons el lloc on treballava: abans de ser Mónica a Barcelona, es feia dir Marta a Eivissa, Heidi a València i Carolina a Alacant.
L’any 2008, es va estrenar un documental sobre ella, dirigit per Francesc Betriu i titulat Mónica del Raval, que en va fer créixer el renom. El 2012, va aparèixer en el programa Callejeros, que li va dedicar un capítol especial. El 2015, va anunciar que es retirava de l’ofici de prostituta després d’haver jagut, segons ella, amb més de 80.000 homes. Posteriorment, va comercialitzar marxandatge propi i va participar en diverses pel·lícules: Nos parecía importante (2016), La maldita primavera (2017) i Puta y amada (2018). Cap al final de la seva vida, va emmalaltir i es va traslladar a una residència de gent gran, així que va deixar la vida pública. El 2018, va patir complicacions de salut per les quals va estar mesos hospitalitzada, però es va mantenir estable. Finalment, el 3 de setembre del 2024, la seva amiga drag queen Samantha Ballentines va anunciar que havia mort a 60 anys. En l’actualitat, és reivindicada com a icona de la contracultura, l'inconformisme i el moviment LGBT, així com per una part del feminisme.